# عبد المحسن المهنا
عبد المحسن يعقوب المهنا (من مواليد 1938 في الكويت)، هو مغنى كويتي ينحدر من عائلة جمع بينها الفن والموسيقى واللحن فشقيقاه الملحن يوسف المهنا، وماجد المهنا (مؤلف اغاني)، ويعتبر واحد من رواد الاغنية الكويتية وشارك في العديد من المناسبات باسم الكويت. بداياته كانت مع الاغنية الوطنية عام 1962، ثم دخل عالم الطرب في عام 1963 عن طريق الملحن عثمان السيد في أغنية «أهواك طول عمري».
يعيش حالياً في المغرب منذ 1977، بعد أن زارها لأول مرة.

## السيرة الذاتية
استهواه الغناء وهو في العاشرة من عمره وصار يقلد المطربين بأصواتهم، خصوصا أغنية «مظلومة يا ناس» للفنانة سعاد محمد،
ودخل عالم الطرب عام 1963 عن طريق الملحن عثمان السيد في أغنية «أهواك طول عمري» وهي ذات ايقاع خفيف بعدها حصل على أول راتب في حياته وهو خمسة دنانير ففرح به، خصوصا عندما سمع صوته في الإذاعة..
اسموه «عبد المحسن الشادي» عندما انطلق صوته للمرة الأولى والذي أطلق عليه الاسم هو مدير الإذاعة حينذاك مصطفى بو غربية وكانت العادة ان يعطى للفنانين أسماء أخرى غير اسمائهم الحقيقية، مثل شادي الخليج وغريد الشاطئ وابن الوطن، ويعود الفضل بتشجيعه واطلاق صوته للفنان عوض الدوخي من خلال أغنية «اليوم وصلني كتاب» ولم تر النور وكانت من ألحان نجيب رزق الله. , وفي عام 1962 بدأ تعامله مع شقيقه الفنان يوسف المهنا بأغنيته «خل التغلي يا عزيز الراس» من كلمات بدر الجاسر..

## جيل الفنان عبد المحسن
ينتمي إلى جيل الستينات، ومنهم عبدالكريم عبدالقادر ومصطفى احمد وغريد الشاطئ وصالح الحريبي، وكانت بداياته في هذه الحقبة مع الاغنية الوطنية عام 1962 وطوال رحلة امتدت لاكثر من اربعين عاما كان له فيها حضور وتواجد في هذه المساحة، فمن «عيدنا الوطني» و«دقوا طبول الفرح» إلى عشرات الأعمال، واحدثها أغنية «كلنا يا درانا» غناها اثناء تولي سمو الأمير الحكم ومطلعها «كلنا يا دارنا في مركب واحد.. صف واحد صفنا.. وساعد يضم ساعد..» 
خاض بعدها تجربة الأعمال الدينية اخيرا ومنها أعمال للمطرب حسين جاسم الذي كان له دور في اعادته لهذا النوع من الغناء بعد انقطاع طويل، وقام أيضا باعمال مشابهة مع المطربين خالد المسعود وإبراهيم التميمي، واحتضن مجموعة من الشباب واخذ بيدهم واصبحوا الآن نجوما معروفين امثال فطومة واحمد الحريبي وصلاح خليفة واروى اليمنية وأسماء المنور وغيرهم الكثير من الكويت والعالم العربي..